# Zählzeit
In der durch ein Taktsystem regulierten Musik bilden sogenannte „Grundschläge“, englisch auch als beats bezeichnet, ein Raster von „Referenzpulsen“, die als einzelne Zählzeit die Positionsbestimmung von Notenwerten und rhythmischen Gruppierungen innerhalb eines Takts ermöglichen.

## Zählzeit und Taktvorzeichnung
Die Taktangabe erfolgt im Notentext mit einer Taktvorzeichnung durch einen Bruch, zum Beispiel 4⁄4 oder 3⁄8. Der Zähler des Bruches zeigt die Anzahl der Grundschläge und somit auch der Zählzeiten pro Takt an, der Nenner bezeichnet den Notenwert, der die Zählzeit definiert. Bei einem 4⁄4-Takt mit vier Zählzeiten dient demnach die Viertelnote als Bezugsgröße, bei einem 3⁄8-Takt die Achtelnote. In der musikalischen Praxis weichen die durch die Taktvorzeichnung intendierten Zählzeiten häufig vom konkreten Auszählen ab. So wird in den Randlagen der musikalischen Tempi, d. h. bei sehr langsamen bzw. sehr schnellen Grundschlägen häufig der nächstkleinere bzw. nächstgrößere Notenwert zur Zählzeit (bzw. beim Dirigieren zum Schlagwert) umfunktioniert.

## Musikalische Realisation der Zählzeiten
Im System des sogenannten „Akzentstufentaktes“ gelten für die Positionen der Zählzeiten in den unterschiedlichen Taktarten bestimmte hierarchische Gewichtsverhältnisse, wobei der ersten Zählzeit eines Taktes, d. h. dem ersten Referenzwert nach einem Taktstrich im Regelfall das Hauptgewicht zugewiesen wird. Da diese Zählzeit oftmals bereits durch die musikalische Satztechnik in Struktur und Textur privilegiert ist, besteht nur selten die Notwendigkeit, ihr metrisches Gewicht in der musikalischen Realisation durch einen zusätzlichen Lautstärkeakzent zu vermitteln.